# 星界シリーズ (アニメ)
星界シリーズ（せいかいシリーズ）は、森岡浩之による同名のライトノベルシリーズを原作としたアニメ作品。
『星界の紋章』はWOWOWにて1999年1月から3月まで放送された。『星界の戦旗』はWOWOWにて第1シリーズが2000年4月から7月まで、第2シリーズ（『星界の戦旗II』）が2001年7月から9月まで放送され、第3シリーズ（『星界の戦旗III』）がOVAとして2005年8月から9月にかけて発売された。『星界の断章 -誕生-』はWOWOWにて2000年4月に放送された。

## 登場人物
- ジント - 声：今井由香[2]
- ラフィール - 声：川澄綾子[2]

## スタッフ
|                      | 星界の紋章                  | 星界の戦旗                  | 星界の戦旗                  | 星界の戦旗                  | 星界の断章 -誕生-           |
| 第1シリーズ          | 星界の紋章                  | 第2シリーズ                 | 第3シリーズ                 |                             | 星界の断章 -誕生-           |
| -------------------- | --------------------------- | --------------------------- | --------------------------- | --------------------------- | --------------------------- |
| 企画                 | 渡辺繁、植田益朗            | 渡辺繁、植田益朗            | 渡辺繁、植田益朗            | 渡辺繁、植田益朗            | 渡辺繁、植田益朗            |
| 原作                 | 森岡浩之（ハヤカワ文庫刊）  | 森岡浩之（ハヤカワ文庫刊）  | 森岡浩之（ハヤカワ文庫刊）  | 森岡浩之（ハヤカワ文庫刊）  | 森岡浩之（ハヤカワ文庫刊）  |
| 監督                 | 長岡康史                    | 長岡康史                    | 長岡康史                    | 長岡康史                    | 鍋島修                      |
| 監修                 | N/A                         | N/A                         | N/A                         | N/A                         | 長岡康史                    |
| シリーズ構成         | 吉永亜矢                    | N/A                         | 竹田裕一郎                  | N/A                         | N/A                         |
| 脚本                 | 吉永亜矢                    | N/A                         | 竹田裕一郎                  | むとうやすゆき              | 村上ヒロアキ                |
| ビジュアルコンセプト | 赤井孝美                    | 赤井孝美                    | 赤井孝美                    | 赤井孝美                    | 赤井孝美                    |
| ビジュアルコンセプト | 江田恵一                    | 江田恵一                    | 江田恵一                    | N/A                         | 江田恵一                    |
| キャラクターデザイン | 渡部圭祐                    | 渡部圭祐                    | 渡部圭祐                    | 渡部圭祐                    | 渡部圭祐                    |
| メカニックデザイン   | 森木靖泰                    | 森木靖泰                    | 森木靖泰                    | 森木靖泰                    | 筱雅律                      |
| メカニックデザイン   | 筱雅律、常木志伸            | 大輪充                      | 大輪充                      | 大輪充                      | 筱雅律                      |
| メカニックデザイン   | N/A                         | 井上邦彦                    | 今石進                      | 今石進                      | 筱雅律                      |
| 美術監督             | 岡田有章                    | 岡田有章                    | 岡田有章                    | 長谷川弘行                  | 岡田有章                    |
| 色彩設計             | 歌川律子                    | 横山さよ子                  | 横山さよ子                  | 横山さよ子                  | 横山さよ子                  |
| 撮影監督             | 白井久男                    | 白井久男                    | 白井久男                    | 八木寛文、老平英            | 白井久男                    |
| 編集                 | 瀬山武司                    | 瀬山武司                    | 瀬山武司                    | 瀬山武司                    | 瀬山武司                    |
| 音響監督             | 小林克良                    | 小林克良                    | 小林克良                    | 小林克良                    | 小林克良                    |
| 音楽                 | 服部克久                    | 服部克久                    | 服部克久                    | 服部克久                    | 服部克久                    |
| プロデューサー       | 積惟文、岩田幹宏            | 積惟文、岩田幹宏            | 積惟文、岩田幹宏            | 積惟文、岩田幹宏            | 積惟文、岩田幹宏            |
| プロデューサー       | 海部正樹、杉田敦            | 海部正樹、杉田敦            | 海部正樹、杉田敦            | 湯川淳                      | 海部正樹、杉田敦            |
| アニメーション制作   | SUNRISE                     | SUNRISE                     | SUNRISE                     | SUNRISE                     | SUNRISE                     |
| 製作                 | SUNRISE、バンダイビジュアル | SUNRISE、バンダイビジュアル | SUNRISE、バンダイビジュアル | SUNRISE、バンダイビジュアル | SUNRISE、バンダイビジュアル |
| 製作                 | WOWOW                       | WOWOW                       | WOWOW                       | N/A                         | WOWOW                       |

## 制作

### 企画・スタッフィング
SF小説『星界の紋章』のヒットにより、複数のアニメ制作会社から原作者である森岡浩之の元には、複数の会社からアニメ化のオファーが寄せられ、その中にはヒロイン・ラフィールのキャラクターデザイン画を用意してきたところもあった。
その中からバンダイビジュアルの企画が採用され、そこから制作会社はサンライズに決まった。
本作のスタッフィングはプロデューサーの岩田幹宏の人脈を基に行われており、これまでのサンライズ作品とは異なる人選となった。うち、監督の長岡康史は岩田がサンライズに移籍したタイミングで呼ばれた。また、キャラクターデザイナーの渡部圭祐は長岡がスタジオZ5にいたころの後輩であり、長岡の信頼も厚かったことから、起用に至った。メインのメカデザイナーとして森木靖弘が起用されたほか、後半のメカデザインは今石進が務めた。また、メカ作画監督には筱雅律が起用された。

### セッティング
長岡は13話（「紋章」）という尺の中で、原作小説のSF部分を全て取り入れてしまうと、その代償としてドラマ的な要素が薄くなると考え、自身が思い描く各キャラクターの面白さを活かすために、原作小説の設定は必要最低限に抑え、基本的には「人間の話」をしていくことにしたと話している。長岡はアーヴ語について以下のように話している。
森岡がアーヴ語の監修を行った。
全13話の中にストーリーがまとまり切らなかったため、最終話の放映時間は他の回の倍にあたる40分強に引き伸ばされた。その結果、1話分のスケジュールで2話分を制作するというイレギュラーの制作進行となり、制作現場にも大きな負担となった。

### キャスティング
長岡は「静かな感じが全体のトーンとしてほしい」との理由から、全体的に声優のキャスティングについてはアニメーション中心に活動している人ではなく、洋画の吹き替えを中心に活動している人に依頼したという。「紋章」においては主役のジントとラフィールのみオーディション形式で選出された。うちジント役について、長岡は「性的な臭いをつけたくない」という理由で女性声優に演じてもらいたい旨を伝えたところ、困惑されたという。オーディションには男性声優も参加したが、最終的には今井由香に決まった。一方、ラフィール役のオーディションは複数回行われ、こちらはキャラクターのイメージとの相性から川澄綾子が採用された。なお、川澄本人は、台詞量の多さに加え、難解な言葉も多いことから、演じるのが本当に難しいキャラクターであったと振り返っている。このころの川澄はまだ新人であり、無欲さやひたむきさがキャラクターと合ったのかもしれないと振り返っている。川澄は、当時威厳を見せるようにラフィールを演じていたつもりだったが、最初のセリフを今聞くと技術が伴っていないせいもあって幼く聞こえて恥ずかしかったとしつつも、「戦旗」のころになるとその感情が薄れたとも話している。
第2期である「戦旗」では、エクリュア役に当時高校生だった新人声優・清水香里がオーディションで起用された。清水は当時の演技について、自分が想像していたエクリュアとのイメージとは異なり、女子高生らしい声だったと2019年の上映イベントの中で振り返ると同時に、あの演技は15～6歳当時の自分がクールな大人を演じようとした結果だとも話している。長岡はナチュラルな空気感が採用の決め手になったと話しており、「○○と言ったら、嬉しい？」というセリフが不快に思えないのも彼女の演技によるものだと述べている。また、同作で初めて登場するサムソンは長岡の指名により大塚明夫が選ばれた。

### 美術
「紋章」ではセル画をフィルム撮影していたが、やがてハイビジョン放送への移行やデジタル制作の導入、さらには画面サイズがビスタサイズになるなど、制作環境が変化していった。
「戦旗」では戦艦のデジタルデータを作り、アナログで合成する手法が取られていた。
「紋章」では、アーヴ側の戦艦は優雅さを強調し、人類統合体の戦艦は武骨な感じにするというデザインの方針が取られた。「紋章」時点での電磁投射砲は外付けであり、制作現場にとってはこれが負担の一つとなっていた。アニメのデザインには口出ししない方針を立てていた森岡も、原作の挿絵を担当した赤井孝美の関係者から提出された巡察艦ゴースロスの初期デザイン案を見た際、電磁投射砲があまりにも小さく、「巨大な電磁投射砲を運用するためにゴースロスも大きくなった」という設定にそぐわないことから、スタッフにもう少し大きくしてくれと頼んだ。最終的にゴースロスのデザインは筱によってリファインされた。なお、「戦旗」以降において、電磁投射砲は内蔵式に変更された。
キャラクターデザインもメカと同様に、赤井の原案を基に渡部が描き起こした。わき役については森岡の関係者がデザインしていた。うちクファデスは初期案があまりにも情けなく、森岡から「アーヴは全員美形という設定に反する」と指摘が寄せられ、今の形になった。

アニメらしすぎる見せ方をしたくないという森岡の意向により、「紋章」のオープニングテーマはアニメのキャラクターがほとんど出てこないという演出がとられた。

### 音楽
本作のオープニングテーマはロンドンで収録された。オープニングテーマ担当の服部克久は「紋章」は現実世界よりも未来の話ではあるが、人間は何万年経っても大きく変化はしないし、「紋章」における異なる階級間の争いなど含めて現実世界における日本および人間が抱える問題は同じではないかとしており、そういった意味では「そこに人間が生きている」というような音楽を作ろうと考え、これが本楽曲のテーマであると話している。

## 主題歌
星界の紋章
- オープニングテーマ「星界の紋章」(インストゥルメンタル)
  - 作曲・編曲 - 服部克久
  - 最終話（13話）でエンディングとしても使用された。
- エンディングテーマ 「失われた青空」（1話 - 12話）
  - 作詞 - 近藤金吾 / 作曲 - 近藤金吾 / 編曲 - タイムスリップ・ランデブー、笹路正徳 / 歌 - タイムスリップ・ランデブー

星界の戦旗
- オープニングテーマ「星界の戦旗」〈インスト〉
  - 作曲 - 服部克久
- 第1期エンディングテーマ「Pink」
  - 作詞 - 森真帆 / 作曲・編曲 - 斉藤英夫 / 歌 - YUAMU
- 第2期エンディングテーマ「Farewell to my love」
  - 作詞 - 冬杜花代子 / 作曲 - 田中公平 / 編曲 - 浜口史郎 /  歌 - 川澄綾子
- 第3期エンディングテーマ「手のひらの夢」
  - 作詞 - 友利歩未 / 作曲・編曲 - 若草恵 / 歌 - 白鳥英美子

## 反響・評価
WOWOWプロデューサーの海部正樹は「紋章」について以下のように話している。
「EMOTION the Best 星界の紋章 DVD-BOX」の推定初週売上は1,163枚を、「星界 Complete Blu-ray BOX」の推定初週売上は1,689枚をそれぞれ記録している。

## 各話リスト
星界の紋章
| 話数 | サブタイトル           | 絵コンテ   | 演出                | 総作画監督                        | 作画監督                                  | 放送日        |
| ---- | ---------------------- | ---------- | ------------------- | --------------------------------- | ----------------------------------------- | ------------- |
| 1    | 侵略                   | 長岡康史   | 元永慶太郎          | 渡部圭祐（キャラ） 筱雅律（メカ） | しんぼたくろう（キャラ） 米山浩平（メカ） | 1999年 1月2日 |
| 2    | 星たちの眷族           | 篠原俊哉   | 篠原俊哉            | -                                 | 渡部圭祐（キャラ） 筱雅律（メカ）         | 1月9日        |
| 3    | 愛の娘                 | 西本由紀夫 | 西本由紀夫          | 渡部圭祐（キャラ） 筱雅律（メカ） | 高橋晃                                    | 1月16日       |
| 4    | 奇襲                   | 南康宏     | 山口美浩            | 渡部圭祐（キャラ） 筱雅律（メカ） | しんぼたくろう 米山浩平                   | 1月23日       |
| 5    | ゴースロスの戦い       | 長岡康史   | 元永慶太郎          | -                                 | 筱雅律                                    | 1月30日       |
| 6    | 不可解な陰謀           | 篠原俊哉   | 篠原俊哉            | 渡部圭祐（キャラ） 筱雅律（メカ） | 高橋晃                                    | 2月6日        |
| 7    | 幸せな叛逆             | 西本由紀夫 | 西本由紀夫          | -                                 | しんぼたくろう 米山浩平                   | 2月13日       |
| 8    | アーヴの流儀           | 山口美浩   | 山口美浩            | -                                 | 高橋晃                                    | 2月20日       |
| 9    | 戦場へ                 | 西澤晋     | 元永慶太郎          | -                                 | 中島里恵 向山祐治                         | 2月27日       |
| 10   | 二人だけの逃亡         | 篠原俊哉   | 篠原俊哉            | -                                 | 渡部圭祐 大塚健                           | 3月6日        |
| 11   | スファグノーフ門沖会戦 | 西本由紀夫 | 西本由紀夫          | -                                 | しんぼたくろう 米山浩平                   | 3月13日       |
| 12   | 惑乱の淑女             | 鍋島修     | 鍋島修              | -                                 | 筱雅律                                    | 3月20日       |
| 13   | 天翔る迷惑             | 長岡康史   | 長岡康史 西本由紀夫 | -                                 | 渡部圭祐、向山祐治 中島里恵、高橋晃       | 3月27日       |

星界の戦旗
| 話数 | サブタイトル         | 脚本       | 絵コンテ       | 演出           | 総作画監督                        | 作画監督                          | 放送日         |
| ---- | -------------------- | ---------- | -------------- | -------------- | --------------------------------- | --------------------------------- | -------------- |
| 1    | 再会                 | 真喜屋力   | 長岡康史       | 長岡康史       | 渡部圭祐（キャラ） 筱雅律（メカ） | しんぼたくろう 米山浩平           | 2000年 4月14日 |
| 2    | 幻炎作戦             | 竹田裕一郎 | 長岡康史       | 元永慶太郎     | 渡部圭祐                          | 筱雅律                            | 4月21日        |
| 3    | 突撃艦“バースロイル” | 真喜屋力   | 西澤晋         | 元永慶太郎     | 渡部圭祐（キャラ）                | しんぼたくろう 米山浩平           | 4月28日        |
| 4    | 初陣                 | 竹田裕一郎 | 米たにヨシトモ | まついひとゆき | 渡部圭祐 筱雅律                   | 高橋晃                            | 5月12日        |
| 5    | 華やかな狂気         | 竹田裕一郎 | 西本由紀夫     | 西本由紀夫     | 渡部圭祐（キャラ）                | しんぼたくろう 米山浩平           | 5月19日        |
| 6    | 弔いの晩餐           | 真喜屋力   | 西澤晋         | 元永慶太郎     | 渡部圭祐 筱雅律                   | 中島里恵 加藤やすひさ             | 5月26日        |
| 7    | くらやみの逃亡       | 竹田裕一郎 | 阿部記之       | 鈴木吉男       | -                                 | 大塚健（キャラ） 千葉道徳（メカ） | 6月2日         |
| 8    | 決戦前夜             | 真喜屋力   | 吉田俊司       | 吉田俊司       | 渡部圭祐（キャラ） 筱雅律（メカ） | 南伸一郎                          | 6月9日         |
| 9    | バースロイルの戦い   | 真喜屋力   | まついひとゆき | まついひとゆき | 筱雅律（メカ）                    | 高橋晃                            | 6月16日        |
| 10   | 流れる星             | 真喜屋力   | 鍋島修         | 鍋島修         | -                                 | しんぼたくろう 米山浩平           | 6月23日        |
| 11   | 灼熱の戦場           | 竹田裕一郎 | 西本由紀夫     | 西本由紀夫     | -                                 | 千葉道徳 渡部圭祐 筱雅律          | 6月30日        |
| 12   | アプティック門沖会戦 | 竹田裕一郎 | 高谷浩利       | 亀垣一         | 渡部圭祐（キャラ） 筱雅律（メカ） | しんぼたくろう 米山浩平           | 7月7日         |
| 13   | 絆のかたち           | 竹田裕一郎 | 長岡康史       | 長岡康史       | 渡部圭祐（キャラ） 筱雅律（メカ） | 中島里恵                          | 7月14日        |

| 話数 | サブタイトル           | 絵コンテ                  | 演出       | 作画監督                | 放送日         |
| ---- | ---------------------- | ------------------------- | ---------- | ----------------------- | -------------- |
| 1    | 狩人作戦               | 長岡康史                  | 長岡康史   | しんぼたくろう 橋本誠一 | 2001年 7月11日 |
| 2    | 流刑の星               | 長岡康史                  | 佐藤千春   | 佐藤千春                | 7月18日        |
| 3    | 移民計画               | 篠原俊哉                  | 菱田正和   | しんぼたくろう 橋本誠一 | 7月25日        |
| 4    | 狩人たち               | 西本由紀夫 まついひとゆき | 西本由紀夫 | 高橋晃                  | 8月1日         |
| 5    | 叛乱                   | 西澤晋                    | 鶴田寛     | あきゆたか              | 8月8日         |
| 6    | アーヴの地獄           | まついひとゆき            | 吉村章     | しんぼたくろう 橋本誠一 | 8月15日        |
| 7    | 金色烏［ガサルス］の旗 | 高木茂樹                  | 高木茂樹   | 高橋晃                  | 8月29日        |
| 8    | 守るべきもの           | 山中英治                  | 佐藤千春   | しんぼたくろう 橋本誠一 | 9月12日        |
| 9    | 弓を置くとき           | 西澤晋                    | 西本由紀夫 | 向山祐治                | 9月19日        |
| 10   | アブリアルの涙         | 長岡康史                  | 長岡康史   | しんぼたくろう 橋本誠一 | 9月26日        |

| 巻数 | サブタイトル     | 脚本           | 絵コンテ | 演出     | 作画監督 | 発売日         |
| ---- | ---------------- | -------------- | -------- | -------- | -------- | -------------- |
| 1    | めぐりあう星たち | むとうやすゆき | 長岡康史 | 長岡康史 | 渡部圭祐 | 2005年 8月26日 |
| 2    | 家族の食卓       | むとうやすゆき | 長岡康史 | 長岡康史 | 渡部圭祐 | 9月23日        |

## 関連商品

### DVD
星界の紋章
| 巻数                                | 発売日         | 規格品番   |
| 星界の紋章                          | 星界の紋章     | 星界の紋章 |
| ----------------------------------- | -------------- | ---------- |
| 1                                   | 1999年5月25日  | BCBA-0128  |
| 2                                   | 1999年7月25日  | BCBA-0129  |
| 3                                   | 1999年8月25日  | BCBA-0130  |
| 4                                   | 1999年9月25日  | BCBA-0131  |
| 5                                   | 1999年10月25日 | BCBA-0132  |
| 6                                   | 1999年11月25日 | BCBA-0133  |
| 7                                   | 1999年12月18日 | BCBA-0255  |
| 星界の紋章 特別編                   |                |            |
| #                                   | 2000年10月25日 | BCBA-0539  |
| EMOTION the Best 星界の紋章 DVD-BOX |                |            |
| #                                   | 2010年5月28日  | BCBA-3814  |

星界の戦旗
| 巻数              | 発売日         | 規格品番   |
| 星界の戦旗        | 星界の戦旗     | 星界の戦旗 |
| ----------------- | -------------- | ---------- |
| 1                 | 2000年9月25日  | BCBA-0541  |
| 2                 | 2000年10月25日 | BCBA-0542  |
| 3                 | 2000年11月25日 | BCBA-0543  |
| 4                 | 2000年12月21日 | BCBA-0544  |
| 5                 | 2001年1月25日  | BCBA-0545  |
| 6                 | 2001年2月25日  | BCBA-0546  |
| 7                 | 2001年3月25日  | BCBA-0547  |
| 星界の戦旗 特別編 |                |            |
| #                 | 2001年10月25日 | BCBA-1026  |

| 巻数 | 発売日         | 規格品番  |
| ---- | -------------- | --------- |
| 1    | 2001年11月25日 | BCBA-1027 |
| 2    | 2001年12月21日 | BCBA-1028 |
| 3    | 2002年1月25日  | BCBA-1029 |
| 4    | 2002年2月25日  | BCBA-1030 |
| 5    | 2002年3月25日  | BCBA-1031 |

| 巻数 | 発売日        | 規格品番  |
| ---- | ------------- | --------- |
| 1    | 2005年8月26日 | BCBA-2296 |
| 2    | 2005年9月23日 | BCBA-2297 |

星界の断章
| 巻数 | 発売日        | 規格品番  |
| ---- | ------------- | --------- |
| 1    | 2000年8月25日 | BCBA-0540 |

### BD
| 巻数 | 発売日         | 規格品番  |
| ---- | -------------- | --------- |
| #    | 2019年12月25日 | BCXA-1492 |

### 書籍
星界の紋章
- 『星界の紋章ハンドブック』1998年12月31日発行、ISBN 4-15-030609-5
星界の紋章のアニメ放送前に発売されたファンブック。コラムやアニメ関係者へのインタビュー、アニメ関連の資料、第1話台本などが収録されている。
- 『星界の紋章 ビジュアル・ファンブック』1999年7月31日初版発行、ISBN 4-15-208227-5
- 『星界の紋章フィルムブック1』2001年5月15日発行、ISBN 4-15-030663-X
- 『星界の紋章フィルムブック2』2001年6月15日発行、ISBN 4-15-030666-4
- 『星界の紋章フィルムブック3』2001年7月15日発行、ISBN 4-15-030668-0
アニメ星界の紋章のフィルムブック。各巻末に短編小説の星界の断章が1話ずつ収録されている（全て星界の断章の文庫本に収録済み）。

星界の戦旗
- 『星界の戦旗ナビゲーションブック』2000年4月15日発行、ISBN 4-15-030635-4
『星界の戦旗』のアニメ放送に合わせて発売されたファンブック。アニメ関係者へのインタビュー、アニメ関連の資料などが収録されている。
- 『星界の戦旗フィルムブック1』2001年8月15日発行、ISBN 4-15-030672-9
- 『星界の戦旗フィルムブック2』2001年9月15日発行、ISBN 4-15-030674-5
- 『星界の戦旗フィルムブック3』2001年10月15日発行、ISBN 4-15-030678-8
『アニメ星界』の戦旗のフィルムブック。各巻末に短編小説の星界の断章が1話ずつ収録されている（全て『星界の断章』の文庫本に収録された）。
- 『星界マスターガイドブック』2005年10月15日発行、ISBN 4-15-030817-9
アニメ『星界の戦旗II』『星界の戦旗III』のフィルムダイジェスト、星界の世界説明からなるファンブック。